# Enterovirus
O gênero Enterovirus constitui um dos nove gêneros da família Picornaviridae, assim como os gêneros: Rhinovirus, Hepatovirus, Parechovirus, Aphthovirus e Cardiovirus, Erbovirus, Kobuvirus, Teschovirus.
Os Enterovírus Humanos (HEV) foram originalmente classificados com base na doença humana (Poliovirus – PV – tipos 1 ao 3), na replicação e patogênese em camundongos recém-nascidos (Coxsackievirus A – CVA: afetam a musculatura estriada esquelética – tipos 1 ao 24 - não existe tipo 23; e Coxsackievirus B – CVB: causam mudanças patológicas em muitos tecidos, incluindo sistema nervoso central, pâncreas, fígado e tecido adiposo marrom – tipos 1 ao 6) e crescimento em cultura celular, sem causar doença em camundongos (Echovirus – EV – tipos 1 ao 33; não existem tipos 10, 22, 23 ou 28), mas eles foram recentemente reclassificados, baseando-se parcialmente na organização genômica, na similaridade da sequência dos nucleotídeos e nas propriedades bioquímicas.
Atualmente, segundo o Comitê Internacional de Taxonomia de Vírus (International Committee on Taxonomy of Viruses - ICTV), os Enterovirus Humanos são classificados em cinco espécies: Poliovirus e HEV A-D.

## Estrutura e composição
O vírion dos enterovírus consiste em um capsídeo de sessenta subunidades, constituídas, cada uma, de quatro proteínas (VP1–VP4), dispostas em simetria icosaédrica em torno de um genoma formado por uma única fita de Ácido Ribonucléico (RNA) de polaridade positiva. São vírus pequenos, com diâmetro de 25 a 30 nm, esféricos e não-envelopados.
A composição química desses vírus é de 30% de ácido nucléico e 70% de proteína. O RNA, que é o próprio RNA mensageiro, possui massa molecular de 2,6 x 106 dáltons (aproximadamente 7500 nucleotídeos), poliadenilado na terminação 3' e apresenta uma pequena proteína codificada pelo vírus (VPg- Virion Protein Genome Linked), ligada covalentemente à extremidade 5'.
A VPg de diversos HEV varia de 22 a 24 aminoácidos e é codificada por um único gene viral. A VPg não é encontrada no RNA-m e, portanto, apenas RNAs sem VPg são traduzidos. A VPg está presente nas cadeias nascentes de RNA do replicativo intermediário e nas fitas negativas de RNA, o que faz supor que a VPg é um iniciador para a síntese do RNA viral. As regiões 5’ não codificantes são longas. Essa região do genoma contém sequências que controlam a replicação e a tradução. Já a região 3’ não codificante é curta e contém uma estrutura secundária, que tem sido implicada no controle de síntese do RNA viral.
O RNA contém uma única fase de leitura, codificando uma longa cadeia de polipeptídios, a poliproteína, com massa molecular de aproximadamente 240 Kd, que é clivada durante a tradução do genoma viral. Assim sendo, a proteína de comprimento total não chega a ser formada. Dessa maneira, os enterovírus podem ser classificados, de acordo com a replicação do genoma viral (Classificação de Baltimore), como pertencentes à classe quatro, subclasse “a”.

## Histórico dos enterovírus
Muitas das doenças que agora são ditas como provocadas pelos enterovírus já eram conhecidas e foram descritas mesmo antes da identificação desses agentes virais.
A história dos enterovírus está extremamente relacionada com a história dos poliovírus, visto que o estudo dos poliovírus é um marco não somente para os estudos a respeito do gênero Enterovirus, mas também para toda a virologia.
Crê-se que a poliomielite seja uma doença existente desde a antiguidade. É provável que o relato mais antigo seja o de uma figura egípcia de 1.350 A.C., retratando um jovem com uma típica paralisia flácida assimétrica e atrofia da perna. Muitos outros relatos dispersos também foram descritos entre os séculos XVII e XVIII.
Em meados do século XIX, com o advento da Revolução Industrial e o subsequente aumento da urbanização, presente na Europa e na América do Norte, principalmente, houve mudanças significativas e melhorias na condição de vida da população, o que coincidiu com o advento dos maiores e mais frequentes surtos de poliomielite. Desde o final do século XIX, surtos de poliomielite ocorreram em muitos países europeus e nos Estados Unidos, permanecendo como um problema de saúde pública até meados do século XX.
A primeira descrição clínica da poliomielite foi realizada no século XIX por meio de relatos de casos de paralisias com febre. Ainda nesse século, foram publicados trabalhos descrevendo a enfermidade e as alterações patológicas nos neurônios motores da medula espinhal gerados pela poliomielite.
No século XX, deu-se início a uma nova era na pesquisa a respeito da poliomielite e da compreensão da real natureza dessa doença. Houve, então, a descrição da natureza do poliovírus, a importância dos indivíduos com infecção assintomática na transmissão desse vírus e a relevância do papel da infecção intestinal na patogênese da doença.
O principal marco no estudo da poliomielite foi o sucesso na transferência experimental dos vírus em primatas não-humanos. Assim, com a disponibilidade de modelos animais, houve a produção de informações importantes sobre o processo de infecção e fisiopatologia da doença. Dessa maneira, com o avanço das pesquisas, em 1949, houve a propagação viral em cultura celular. Esse avanço, associado à identificação dos três sorotipos do poliovírus, permitiu o subsequente desenvolvimento de vacinas e o estudo das propriedades bioquímicas e biofísicas dos poliovírus.
Durante a década de 1950, foram propostas duas diferentes abordagens para a prevenção da poliomielite por meio da vacinação. Salk e Younger produziram a primeira vacina por inativação química do agente viral, utilizando formaldeído (CH2O), após a propagação das partículas virais em cultura celular da linhagem VERO, gerando, assim, uma vacina não-infectante, capaz de estimular uma resposta imune mediada pela produção de anticorpos IgG, protegendo o indivíduo contra a doença paralítica.
Durante o mesmo período, alguns laboratórios procuravam produzir uma vacina atenuada contra o poliovírus. A Vacina Oral contra o Poliovírus (OPV) foi, então, desenvolvida por Sabin, sendo licenciada em 1961. A partir de então, extensos ensaios em campo foram realizados e as campanhas de imunização em massa foram iniciadas, sendo utilizadas tanto a vacina inativada (IPV) quanto a OPV, ambas contendo, basicamente, três componentes, um para cada sorotipo imunologicamente distinto de Poliovirus. Assim, a ampla imunização com IPV e com OPV eliminou a poliomielite da maioria dos países.
Apesar desse progresso, houve um número lamentável de equívocos sobre a poliomielite, gerando desvios no esforço do controle da doença. Um desses equívocos foi a crença de que o Poliovirus era exclusivamente neurotrópico, que a nasofaringe era o principal sítio de entrada do vírus para o sistema nervoso central e que o vírus se disseminava pelo sistema nervoso através do nervo olfatório, antes da viremia.
Dessa maneira, a soma desses equívocos com o insucesso de várias tentativas mal concebidas de imunizações causou um clima de pessimismo relativo ao eventual controle da poliomielite mesmo entre os cientistas que trabalhavam na área. A posterior descoberta da entrada do vírus pela via oral/gastrintestinal e pela infecção no sistema nervoso central seguido pela viremia foi importante para reforçar a esperança de uma imunização efetiva.
À medida que os estudos envolvendo os poliovírus e outras espécies virais, descobertas acidentalmente durante uma investigação para a poliomielite (como, por exemplo, Coxsackievirus e Echovirus) continuaram, foi se tornando cada vez mais claro que esses vírus compartilhavam muitas outras características além do fato de terem como habitat o intestino humano. Assim, esses foram então reconhecidos como pertencentes a um mesmo gênero, os Enterovirus.
A pesquisa sobre o Poliovirus possui um impacto significante no campo da virologia molecular. O poliovírus foi o primeiro vírus que se replica em célula animal, completamente clonado e sequenciado, o primeiro ácido ribonucléico (RNA) viral para o qual um clone infeccioso foi construído e o primeiro vírus que teve a sua estrutura tridimensional determinada por cristalografia (ciência experimental que tem como objeto de estudo a disposição dos átomos em sólidos).
Os Enterovirus, originalmente estabelecidos em bases provisórias, foram posteriormente designados na forma de um gênero real, no qual os membros estavam de fato relacionados de um modo fundamental. O agrupamento original foi validado por estudos utilizando as mais sofisticadas técnicas modernas de virologia molecular, que permitem comparar a composição genética dos agentes virais e os pormenores da sua estrutura e do seu modo de replicação.